# Aussesia
Nella mitologia greca, Aussesia era il nome di una divinità della fertilità e della crescita, venerata a Epidauro con Damia.

## Etimologia
Il suo nome deriva dal greco antico áuxo, ovvero accrescere.

## Il mito
Stando alla vicenda raccontata da Pausania, Aussesia e la coeatenea Damia erano due fanciulle cretesi giunte a Trezene al tempo in cui la città era oppressa da un tumulto. Trovatesi per caso nel mezzo di una rissa, vennero barbaramente lapidate dalla folla. Gli abitanti di Trezene, compresa l'innocenza delle giovani e la gravità del loro delitto, tributarono a queste ultime un culto riparatore e celebrarono una festa in loro memoria, chiamata Lithobolia (festa del lancio delle pietre). Lo storico Erodoto ha proposto l'identificazione di Aussesia e Damia nelle divinità Demetra e Persefone.